# Doronicum maximum
Doronicum maximum là một loài thực vật có hoa trong họ Cúc. Loài này được Boiss. & A.Huet mô tả khoa học đầu tiên năm 1856.